# Статуя Александра Великого (Салоніки)

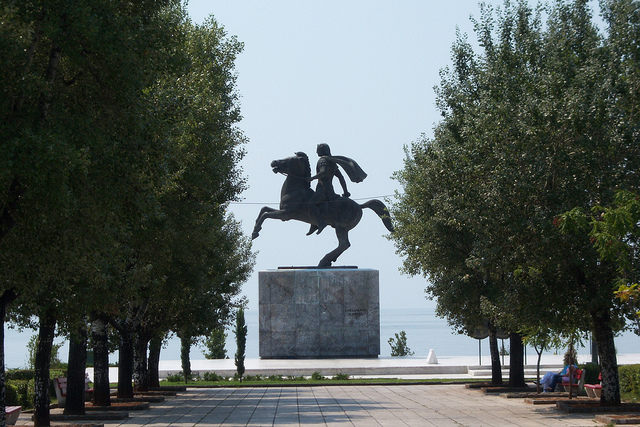
Άποψη του αγάλματος του Μεγάλου Αλεξάνδρου στην παραλία της Θεσσαλονίκης.

На набережній міста Салоніки (Греція), поряд з Білою вежею знаходиться статуя Александра Великого, царя Македонського. Статуя зображує Александра Македонського верхи на Букефалі, його легендарному бойовому коні, разом з яким Александр пройшов через 20 років військових кампаній.
Монумент зведений 1973 року за рахунок збору коштів і відкритий 1974 року.
Статуя є твором скульптора Еванґелоса Мустакаса, який створив її у своїй майстерні в Палліні. Бронзова статуя була відлита в ливарні «Рендзо Мікелуччі» в Італії.
Висота статуї складає 6 метрів, а вага — 4 тонни. Загальна висота разом з п'єдесталом складає 11 метрів.
Постамент, на якому стоїть бронзова статуя, викладений темним мармуром із селища Меліссохорі, що знаходиться неподалік від міста Салоніки. Довкола постаменту статую обкладено білим мармуром із Верії, що робить це місце популярним серед любителів скейтбордингу.
Також на західній стороні пам'ятника є стіна з бронзовим тисненням, яка зображує битву при Іссі. Під час цієї битви Олександр Великий був змушений тікати з поля бою від Дарія ІІІ, перського царя. Тиснення зображує воїнів Олександра Македонського та Дарія III. На зображенні присутні два масиви щитів та метальних списів (сариса), що символізують звичайних солдатів, які брали участь у військових кампаніях Олександра Великого.
Загальні параметри комплексу складають 23 х 30 метрів.